# Pteromalus mediocris
Pteromalus mediocris är en stekelart som beskrevs av Walker 1835. Pteromalus mediocris ingår i släktet Pteromalus och familjen puppglanssteklar. Inga underarter finns listade i Catalogue of Life.